# Mali plamenec
Mali plamenec (znanstveno ime Phoeniconaias minor) je vrsta plamencev, ki se pojavljajo v podsaharski Afriki in severozahodni Indiji. O pticah se občasno poroča z bolj severne strani, vendar se te na splošno štejejo za potepuhe.

## Lastnosti
Mali plamenec je najmanjša vrsta plamencev, čeprav je po večini standardov visoka in velika ptica. Vrsta lahko tehta od 1,2 do 2,7 kg. Stojna višina je približno 80 do 90 cm. Skupna dolžina (od kljuna do repa) in razpon kril sta v istem merilnem območju, od 90 do 105 cm. Večina perja je rožnato bele barve. Najbolj očitna razlika med to vrsto in večjim flamingom, edino drugo vrsto plamencev iz starega sveta, je veliko obsežnejša črna barva na kljunu. Velikost je manj koristna, razen če so vrste skupaj, saj se spol vsake vrste razlikuje tudi po višini.
Mali plamenec je morda najštevilčnejša vrsta plamencev, s populacijo, ki je (na vrhuncu) verjetno štela do dva milijona posameznih ptic. Ta vrsta se prehranjuje predvsem s spirulino, algami, ki rastejo le v zelo alkalnih jezerih. Prisotnost skupin plamencev v bližini vodnih teles kaže na natrijevo alkalno vodo, ki ni primerna za namakanje. Čeprav so modro-zelene barve, alge vsebujejo fotosintetske pigmente, ki pticam dajejo rožnato barvo. Njihov globok kljun je specializiran za filtriranje drobnih živil.

## Plenilci
Mali plamenci so plen različnih vrst, vključno z marabuji (Leptoptilos crumenifer), jastrebi, pavijani, afriškim jezercem (Haliaeetus vocifer), šakali, hijenami, lisicami, rožnatimi pelikani, orli (Polemaetus bellicosus) in velikimi mačkami.

## Vzreja
V Afriki, kjer jih je največ, mali plamenci gnezdijo predvsem na zelo jedkem jezeru Natron v severni Tanzaniji. Njihova druga afriška mesta za vzrejo so v Etoški kotanji, kotanji Makgadikgadi in pri jezu Kamfers. Nazadnje potrjeno razmnoževanje v Aftout es Saheli v obalni Mavretaniji je bilo leta 1965. Razmnoževanje se je zgodilo pri jezeru Magadi v Keniji leta 1962, ko jezero Natron ni bilo primerno zaradi poplav. V začetku 20. stoletja so gnezdenje opazili tudi pri jezeru Nakuru.
Vrsta gnezdi tudi v jugozahodni in južni Aziji. Leta 1974 so gnezdili v Rann of Kutch, od takrat pa le v solinah Zinzuwadia in Purabcheria v severozahodni Indiji. Med Afriko in Indijo se pojavi nekaj gibanja posameznikov.
Kot vsi plamenci odložijo eno samo kredasto belo jajce na kupček, ki ga zgradijo iz blata. Piščanci se pridružijo jaslicam kmalu po izvalitvi, včasih štejejo več kot 100.000 osebkov. Otroške jaslice vodi nekaj odraslih ptic, ki jih peš pripeljejo do sladke vode, potovanje, ki lahko doseže več kot 32 km.

## Zaščita
Kljub temu, da je najštevilčnejša vrsta plamencev, je zaradi upadanja populacije in majhnega števila gnezdišč razvrščena kot skoraj ogrožena, od katerih so nekatera ogrožena zaradi človekovih dejavnosti.
Populacijo v dveh ključnih vzhodnoafriških jezerih, Nakuru in Bogoria, je v zadnjih letih prizadela domnevno zastrupitev s težkimi kovinami, medtem ko je njihovo primarno afriško območje razmnoževanja v jezeru Natron trenutno ogroženo zaradi predlagane tovarne natrijevega pepela s strani Tata Chemicals. Edino gnezdišče v Južni Afriki, ki je pri jezu Kamfers, je ogroženo zaradi onesnaženja in napredovanja v razvoju.
Mali plamenec je ena izmed vrst, za katere velja Sporazum o ohranjanju afriško-evrazijskih selivskih vodnih ptic (Agreement on the Conservation of African-Eurasian Migratory Waterbirds, neodvisna mednarodna pogodba, razvita pod okriljem Konvencije Združenih narodov za okolje o selivskih vrstah).

## Galerija
- Jata na jezeru Čilika, indijska država Odiša, Indija
- V Disneyjevem Živalskem kraljestvu
- Slika C. G. Finch-Davies
- Jezero Nakuru, Kenija
- Gnezditvena kolonija pri jezu Kamfers
- Mladič v letu, Madagaskar
- Ogromna jata ob jezeru Bogoria v Keniji
- Hranjenje odraslih, Jamnagar, Indija
- Hranjenje mladičev, Jamnagar, Indija
- Juvenile, Jamnagar, Indija
- Odrasli, Jamnagar, Indija